# Eupsophus emiliopugini
Eupsophus emiliopugini är en groddjursart som beskrevs av J. Ramón Formas 1989. Eupsophus emiliopugini ingår i släktet Eupsophus och familjen Cycloramphidae. IUCN kategoriserar arten globalt som livskraftig. Inga underarter finns listade i Catalogue of Life.